# Álvaro Benito
Álvaro Benito Villar (Salamanca, 10 de diciembre de 1976) es un exfutbolista, cantante y entrenador de fútbol español, miembro de las bandas Pignoise y Chicle. Actualmente, es analista y comentarista de fútbol en Movistar Plus+, la Cadena SER y el diario As.
Como futbolista, se formó en las categorías inferiores del Real Ávila y en la cantera del Real Madrid desde categoría infantil, jugando como centrocampista ofensivo. Hizo su debut con el primer equipo en Primera División, en 1995 con 18 años. En 1996 sufrió una grave lesión en su primer partido como internacional sub-21, que truncó la progresión de su prometedora carrera deportiva, provocando su prematura retirada en 2003, con 27 años.
En 2002 comenzó su carrera musical como vocalista y guitarra del grupo «Pignoise». Doce años después de su retirada de los terrenos de juego y tras aparcar su carrera musical, debutó como entrenador en las categorías inferiores del Real Madrid, en las que permaneció entre 2015 y 2019.

## Carrera deportiva

### Inicios como futbolista
Álvaro Benito nació en Salamanca, de donde era natural su familia, pero vivió los primeros ocho años de vida en Figueras por el trabajo de su padre. A esa edad se trasladó a Ávila, donde se inició como futbolista en el Real Ávila, en alevines, infantiles y cadetes,  pasando, en 1991, a los 14 años a la cantera del Real Madrid. Jugaba como centrocampista y destacaba por una velocidad y una depurada técnica en su pierna zurda, que presumían que le hicieran convertirse en un gran jugador. Formó parte de la conocida en términos periodísticos como «La quinta Quinta», abanderada por Raúl, el sucesor del líder de la anterior «Quinta del Buitre», Emilio Butragueño. De esta nueva «Quinta» destacaron jugadores como Guti, Dani, Víctor, García Calvo, Sandro, Rivera y el propio Álvaro.
Debutó en la Primera División en la temporada 1995-96 de la mano de Jorge Valdano y Ángel Cappa en un partido contra el Rayo Vallecano de Madrid, mientras que su primer gol como profesional lo logró en el Estadio Santiago Bernabéu frente al Sevilla Fútbol Club, en su segundo partido como titular del equipo.

### Una lesión marca su carrera deportiva
Con la llegada de Fabio Capello al Real Madrid, Álvaro cuajó destacadas actuaciones, que se vieron interrumpidas a raíz de una gravísima lesión que sufrió el 12 de noviembre de 1996 con la selección española sub-21 en el estadio Insular de Las Palmas, en partido clasificatorio para el Europeo sub-21 ante Eslovaquia, que le causó la tríada en la rodilla izquierda, una de las lesiones más temidas por los futbolistas. Tras múltiples operaciones, incluyendo un trasplante de ligamento, consiguió volver a los terrenos de juego disputando algunos partidos con el Real Madrid "B", el CD Tenerife y el Getafe CF, pero realmente nunca se llegó a recuperar satisfactoriamente de su lesión y terminó anunciando su retirada del fútbol.
Durante la rehabilitación de las operaciones, de manera más o menos análoga al caso del cantante Julio Iglesias, aprendió a tocar la guitarra y a componer sus primeras canciones, fundando en 2002, el grupo de rock «Pignoise».

### Inicios como entrenador
El 1 de septiembre de 2015, retorna a su club de formación y debut profesional, como entrenador de las categorías inferiores del Real Madrid Club de Fútbol, primero como técnico del equipo Alevín "B" y en enero de 2016, al equipo Cadete "A", ambos en la temporada 2015/16. La temporada 2016/17, dirige al Juvenil "C", con el que se proclamó campeón de la «Alkass International Cup» en Doha, Catar. La campaña 2018/19, se hizo cargo del Juvenil "B", siendo cesado el 28 de febrero de 2019, por sus comentarios a la conclusión del encuentro Real Madrid-Barcelona en la transmisión de la Cadena SER, sobre el rendimiento de varios jugadores de la primera plantilla del club.

## Estadísticas

### Clubes[15]
- Real Madrid "C" (Segunda División B): 1994-1995 (20 partidos / 1 gol).
- Real Madrid "B" (Segunda División): 1995-1996 (9 partidos / 1 gol).  (Segunda División B) 1997-1998 (3 partidos / 1 gol).
- Real Madrid CF (Primera División): 1995-1998 (24 partidos / 2 goles).
- CD Tenerife (Primera División): 1997-1998 (2 partidos / 1 gol).
- Real Madrid CF (Primera División): 1998-2002 (0 partidos / 0 goles).
- Real Madrid "B" (Segunda División B): 2001-2002 (15 partidos / 1 gol).
- Getafe CF (Segunda División): 2002-2003 (7 partidos / 0 goles).

## Palmarés

### Títulos nacionales
| Título              | Club              | País   | Año     |
| ------------------- | ----------------- | ------ | ------- |
| Campeonato de Liga  | Real Madrid C. F. | España | 1996-97 |
| Campeonato de Liga  | Real Madrid C. F. | España | 2000-01 |
| Supercopa de España | Real Madrid C. F. | España | 2001    |

### Títulos internacionales
| Título                | Club              | País   | Año       |
| --------------------- | ----------------- | ------ | --------- |
| Copa Intercontinental | Real Madrid C. F. | España | 1998      |
| Liga de Campeones     | Real Madrid C. F. | España | 1999-2000 |
| Liga de Campeones     | Real Madrid C. F. | España | 2001-02   |

## Carrera musical
Viendo que su carrera en el fútbol se veía terminada debido a una grave lesión de rodilla, comenzó a practicar su otra pasión, la música. Con el retiro definitivo en activo decidió crear el grupo Pignoise junto al también exfutbolista del Rayo Vallecano de Madrid Héctor Polo, y Pablo Alonso. Después de dos discos prometedores,[cita requerida] el grupo alcanzó el éxito y llegó a las grandes masas con el tema "Nada que Perder" que además es la sintonía de la exitosa serie Los hombres de Paco.
Pignoise fue el grupo encargado de hacer la canción "Pasar de cuartos" para la selección española de fútbol en la Eurocopa 2008, de la que saldrían vencedores. También realizó el doblaje de Space Chimps dónde ponían la banda sonora con el tema "Sube a mi Cohete", y tiene pendiente de estreno su primera película como protagonista, Billy Freud´s Last Night además de tener un papel de secundario en la citada serie de televisión de Los hombres de Paco, donde hace el papel de Jimmy. 
En la actualidad, Benito también canta y toca la guitarra en el grupo de Chicle donde adopta un sonido algo más ambicioso, experimental, duro y rockero. Compagina sus grupos musicales con su ocupación de entrenador, su aparición como comentarista deportivo en medios de comunicación y su columna en el diario AS.

## Filmografía
- Reportaje TVE (24-05-2015), «Informe Semanal - El relevo de la "Quinta"» en rtve.es

### Cine
| Película     | Papel | Año  |
| ------------ | ----- | ---- |
| Space Chimps | Ham   | 2008 |

### Series de televisión
| Serie               | Papel | Año         | Notas        |
| ------------------- | ----- | ----------- | ------------ |
| Los hombres de Paco | Jimmy | 2005 - 2008 | 79 episodios |